# Golfclub Kampenhout
Golfclub Kampenhout is een Belgische golfclub in Kampenhout in Vlaams-Brabant.

## Geschiedenis
De golfclub werd in 1989 aangelegd op de vroegere akkers van het landgoed van het Kasteel van Wilder. De structuur van het reeds aanwezige park in Engelse stijl werd daarbij intact gelaten. Bij het bepalen van het beplantingsplan van het golfterrein kregen de eigenaars advies van Philippe de Spoelberch, eigenaar van het domein Herkenrode te Wespelaar en van het arboretum van Wespelaar. Naast nieuwe aanplant kregen ook planten de ruimte die spontaan opkwamen, waardoor onder andere de plantensoorten platte rus en bosorchis opdoken. Het golfterrein groeide uit tot een van de belangrijkste arboreta van België.
In 2013 opende de club in het kader van ‘Start to Golf’ haar deuren voor niet-golfers voor een gratis kennismaking met de golfsport.
Door het actief werven en opleiden van jeugdleden in de golfsport ontving de club in 2020 het Eagle-label van Golf Vlaanderen. Dit label is vanuit de golfsport in Vlaanderen de hoogste kwaliteitserkenning voor het voeren van goed jeugdbeleid. In 2023 was de club een van de drie clubs die dit label mochten voeren. Ook was het terrein dat jaar de locatie voor de tweede editie van het Vlaams Studentenkampioenschap golf.

## Faciliteiten
Het domein waarop de 18-holes golfbaan ligt is 65 hectare. Er zijn drie oefenholes. De drivingrange heeft buitenplaatsen maar ook een overdekt gedeelte waar verlichting is. Er zijn een putting green en een chipping green, waarbij ook een oefenbunker is.